# Аджарлар
„Аджарлар“ (на турски: Acarlar) е квартал в район „Бейкоз“ в Истанбул, Турция. Намира се в анадолската част на града и граничи с кварталите „Инджиркьой“ на север, „Гьореле“ на изток, „Рюзгярлъбахче“ на югозапад, „Фатих“ на юг и „Ченгелдере“ на югоизток.